# Eisen(II)-sulfid
Eisen(II)-sulfid (alte Bezeichnung Schwefeleisen) ist das Sulfid des zweiwertigen Eisens mit der Formel FeS.

## Eigenschaften

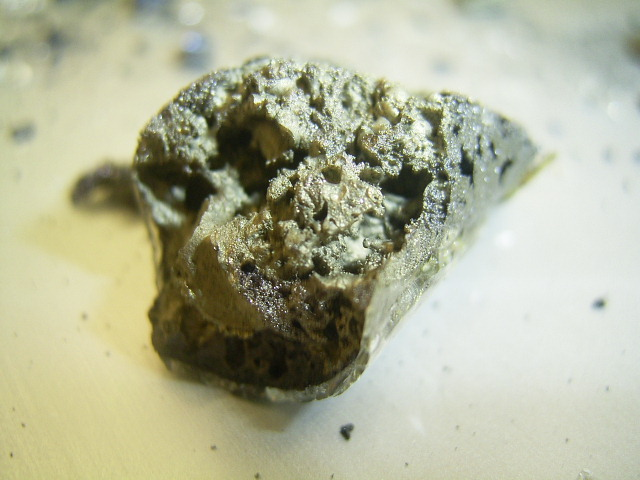
Im Labor erzeugtes Eisensulfid

Eisen(II)-sulfid ist unlöslich in Wasser. Mit Säuren reagiert es unter Bildung von Schwefelwasserstoff:
{\displaystyle \mathrm {FeS+2\ HCl\longrightarrow FeCl_{2}+H_{2}S} }
Beim Erhitzen auf höhere Temperaturen erfolgt bei 138 °C und 325 °C jeweils eine kristallographische Umwandlung im festen Zustand. Reines Eisen(II)-sulfid bildet hellbraune Kristalle des Nickelarsenid-Typs. Die technische Ware ist meist durch Resteisen dunkel bis schwarz gefärbt.

## Herstellung
Sowohl im Labor als auch technisch lässt sich Eisen(II)-sulfid durch kurzes Erhitzen eines Gemisches aus Eisenpulver und Schwefelpulver in einer exothermen Reaktion herstellen:
{\displaystyle \mathrm {Fe+S\longrightarrow FeS} }

## Vorkommen
In der Natur findet sich Eisen(II)-sulfid als Pyrrhotin, Troilit und Mackinawit.
Die bakterielle anaerobe Korrosion kann man durch die Schwarzfärbung durch Eisen(II)-sulfid erkennen, welches als Endprodukt entsteht. Dieser archaische Stoffwechsel der Bakterien spielt in der Eisen-Schwefel-Welt, einem Szenario für die frühe Evolution des Lebens, eine wichtige Rolle.
Die Grünfärbung von Eigelb stammt von bei langem Kochen (länger als 10 Minuten) gebildetem – unschädlichem – Eisensulfid.

## Verwendung
Eisen(II)-sulfid wurde früher für die Synthese der Schwefelsäure verwendet. Dabei wurde das Eisen(II)-sulfid unter Zufuhr von Luft geröstet, wobei das für die weitere Synthese benötigte Schwefeldioxid entstand. Im Labor kann Eisen(II)-sulfid zur Herstellung von Schwefelwasserstoff dienen. Dies kann z. B. im Kippschen Apparat durchgeführt werden.